# Търси се съпруг за мама
„Търси се съпруг за мама“ е български игрален филм (детски, драма) от 1985 година на режисьора Мариана Евстатиева-Биолчева, по сценарий на Калина Ковачева. Оператор е Христо Тотев. Музиката във филма е композирана от Ангел Михайлов.

## Сюжет
Осемгодишният Алек живее с майка си. Той чувства, че след развода с баща му в нейния живот се е образувала празнота. Алек решава да ѝ помогне, като ѝ намери подходящ съпруг. Неговият избор пада върху един спортист. След това се спира на симпатичен шофьор на автобус, но и двамата се оказват неподходящи. Тогава случайността го среща с чичо Чони, когото харесва от пръв поглед. Детето се чуди какво да направи, за да срещне майка си с този човек. Алек мисли, че след това запознанство ще престанат срещите ѝ с чичо Минчо, който му е несимпатичен. Но всички планове на Алек пропадат. Постепенно той започва да разбира, че няма право да решава съдбата на майка си и тя сама ще избере този, с когото иска да живее.

## Състав

### Актьорски състав
| Изпълнител                      | Роля                          |
| В главните роли                 |                               |
| ------------------------------- | ----------------------------- |
| Веселин Прахов                  | Алек                          |
| Народна артистка Цветана Манева | майката на Алек               |
| Богдан Глишев                   | чичо Минчо                    |
| Емил Марков                     | Ангелов, шофьорът на автобуса |
| Павел Поппандов                 | чичо Чони                     |
| Деца                            |                               |
| Марио Петров                    | Иво                           |
| Огнян Симеонов                  | Митко                         |
| Емилия Груева                   | Милена                        |
| Александър Коцев                | Гелето                        |
| Антони Томов                    |                               |
| Христо Добринов                 | Петър, синът на Чони          |
| Александър Димитров             | Павел                         |
| В епизодите                     |                               |
| Христо Тотев (некредитиран)     | мъжът със сърфа               |
| Емил Джуров                     | спортистът                    |
| Добромир Манев                  | тичащият в парка              |
| Мира Каченова                   |                               |
| Иван Обретенов                  |                               |
| Виолета Вапцарова               |                               |
| Антония Драгова                 |                               |
| Йордан Драгов                   |                               |
| Петър Райджеков                 |                               |
| Георги Георгиев – Гочето        |                               |

### Творчески и технически екип
| Сценарий            | Калина Ковачева                                                                                      |
| Режисьор            | Мариана Евстатиева-Биолчева                                                                          |
| Оператор            | Христо Тотев                                                                                         |
| Редактор            | Светла Гераскова                                                                                     |
| Художник            | Ася Попова                                                                                           |
| Монтаж              | Мадлена Дякова                                                                                       |
| Звук                | Мишо Мандил                                                                                          |
| Музика              | Ангел Михайлов                                                                                       |
| Директор            | Христо Йоцов                                                                                         |
| Втори режисьор      | Анна Петрова                                                                                         |
| Асистент-режисьори  | Лидия Божилова Здравка Лекова                                                                        |
| Втори оператор      | Лазар Лазаров                                                                                        |
| Асистент-оператори  | Стефан Геков Румен Панов                                                                             |
| Асистент по монтажа | Аракси Мухибян Евгения Тасева                                                                        |
| Асистент по звука   | Любомир Иванов Мъгърдич Инджеян                                                                      |
| Организатори        | Васил Груев Даниела Стойчева Васил Ковачев Вера Петрова                                              |
| Грим                | Володя Димитров                                                                                      |
| Фотограф            | Младен Чавдаров                                                                                      |
| Комбинирани снимки  | Оператор: Тотю Начев Художник: Владо Колев                                                           |
| Реквизит            | Гаро Гарабедян Богомил Величков                                                                      |
| Гардероб            | Фани Дадова                                                                                          |
| Осветление          | Костадин Костадинов                                                                                  |
| Кран                | Емил Нешев                                                                                           |
| Distributed by      | БЪЛГАРСКА КИНЕМАТОГРАФИЯ Студия за игрални филми „БОЯНА“ Втори творчески колектив /Copyright © 1985/ |

## Награди
- Сребърен медал и Наградата на Детското жури за Веселин Прахов от Международния кинофестивал – Москва, 1985;
- Главна награда на Международния кинофестивал в Алансон, Франция;
- Награда за детско кино на СБФД, 1986.